# Dällebach Kari (Film)
Dällebach Kari (auch Das seltsame Leben des Karl Tellenbach) ist ein Schweizer Dialektfilm von Kurt Früh aus dem Jahre 1970.

## Handlung
Der Film behandelt das Leben des Berner Stadt-Originals Karl Tellenbach, der Anfang des 20. Jahrhunderts in Bern als Coiffeurmeister wirkte. Der Film beginnt mit einem Chanson des Berner Troubadours Mani Matter, der das tragische Leben des Dällebach Kari bis zu seinem Freitod in drei Strophen zusammenfasste, dann folgen Szenen von Dällebachs Beerdigung und dem Leichenmahl, ein Teil einer fiktiven Beerdigungspredigt wird vorgelesen. Anschliessend wird auf Dällebachs Wunsch das von Friedrich Silcher vertonte Volkslied Wenn die Blümlein draussen zittern gesungen. Das melancholische Lied handelt von einem Mann, der seine Geliebte zu verlieren droht, und kann in vielerlei Hinsicht auf Dällebachs Leben bezogen werden.
Dieses wird nun in einer grossangelegten Rückblende erzählt. Obwohl die Erzählung in Einzelepisoden gegliedert ist, wird mit wiederkehrenden Schauplätzen, Personen und Motiven eine kohärente Handlung erzielt. Im Zentrum steht Dällebachs soziale Isolation. Diese liegt darin begründet, dass er von früh auf wegen seiner Hasenscharte und seines Sprechfehlers gehänselt und ausgelacht wurde und als Abwehrreaktion begann, Witze und Geschichten zu erzählen. Dällebach erinnert sich in nostalgischen Rückblenden an seine Jugend, an das erwähnte Volkslied und besonders an seine Jugendliebe Annemarie Geiser. Die Liebe scheiterte an den Standesunterschieden zwischen den Familien. Dällebach, ein notorischer Trinker, findet in angetrunkenem Zustand das Haus seiner Geliebten wieder, ruft ihren Namen und wird wegen Ruhestörung verhaftet. Annemarie schreibt ihm, dass sie ihn wiedersehen wolle. Dieses Wiedersehen scheitert zweimal: Beim ersten Mal ist Dällebach betrunken und bricht vor dem Rendezvous zusammen. Das zweite Treffen versäumt Kari, weil ihn ein Bekannter in einem Dorf in der Romandie sitzen lässt, um ihm einen Streich heimzuzahlen.
Der Film ist auch in humoristischer Hinsicht reichhaltig. Zahlreiche komische Episoden über das Berner Original wurden in den Film eingebaut. So rasiert Dällebach einem Basler Nationalrat, der im Salon des berühmten Originals für ein Wahlkampfportrait posiert,  ein Schweizerkreuz in die Frisur. Dällebach meint, so sehe jeder, dass dem Nationalrat der Patriotismus sogar zum «Gring» (Kopf) herauswachse.
Bald gesellt sich eine Krebserkrankung zu Dällebachs unerfüllter Liebe, seiner Sehnsucht nach der Jugendzeit und der zunehmenden sozialen Isolation, zudem leidet er unter Verspottung und den ständigen Hänseleien. Er hört Stimmen und Lieder aus der Vergangenheit. Eines Nachts schleicht sich Dällebach an eine Brücke, wo er sich seine Schuhe auszieht und über das Geländer hängt. Die Kamera zeigt seinen Sprung jedoch nicht, sondern schweift weg. Es erklingen weitere Strophen von Matters Chanson.

## Hintergrund
Kurt Früh schrieb das Drehbuch auf der Basis der Tellenbach-Biographie von Hansruedi Lerch, die 1968 erschien. Der Film entstand im August und September 1970. Hauptschauplatz und Drehort der Handlung ist die Altstadt von Bern. Als Zeit der Handlung kann aufgrund der zu sehenden elektrischen Apparate die Zeit zwischen 1930 und 1960 angenommen werden. Aus diesen Gründen drehte Kurt Früh, der als Regisseur von biedermeierlichen Schweizer Stadtfilmen in den 1950er Jahren grosse Bekanntheit erlangt hatte, den Film wohl auch in Schwarz-Weiss.
Der Hauptdarsteller Walo Lüönd wurde mithilfe eines Hakens aus der Dentalmedizin mit einer Hasenscharte versehen. Dadurch wurde ihm das Sprechen erschwert. Dies und die Tatsache, dass er während der kurzen Dreharbeiten ein hervorragendes Berndeutsch erlernte, ermöglichten ihm, seine Rolle selbst zu synchronisieren.
Der Film hat die Popularität der als Witze-Erzähler und Original bereits schweizweit bekannten Figur deutlich erhöht. 2010 und 2012 wurden mit grossem Erfolg Musicals über den Dällebach-Stoff auf Schweizer Bühnen aufgeführt.

## Interpretation
Der Film ist mit seinem bei allem humoristischen Schwung doch sehr melancholischen Unterton einer der poetischsten Filme Kurt Frühs. Die Tragik eines verspotteten und missverstandenen Individuums, das unbemerkt von der Gesellschaft ausgegrenzt und in die psychische Krise getrieben wird, wird in bittersüssen Tönen wiedergegeben. Zu den poetischen Elementen gehört das immer wieder vorkommende Volkslied Wenn die Blümlein draussen zittern, das Dällebach in Erinnerung an seine Jugendzeit besonders liebt.
Als Gegenstück zu dieser melancholischen Nostalgie ist die eher unheimliche Erscheinung eines offensichtlich geistig verwirrten Landstreichers zu sehen. Dieser sucht Dällebach einmal in seinem Salon auf, um seine Hasenscharte zu sehen. Auffallend oft begegnet Dällebach dem Landstreicher dann in den Strassen von Bern, wobei  dieser stets die Augen verdreht und die Namen «Dällebach» und «Annemarie» ruft. Auch macht er zweimal spöttische Andeutungen auf Dällebachs Tod. Der Landstreicher wird als Figur auch von Dritten wahrgenommen, kann aber aufgrund seiner phantomhaften Erscheinung und seiner prophetischen Lästerungen auch als Personifikation von Dällebachs psychischen Nöten gedeutet werden, allenfalls gar als Anzeichen schleichenden Wahnsinns.

## Kritiken
«Dialektfilm über das Leben des schlagfertigen Berner Friseurmeisters und Originals Karl Dällenbach (1877–1931). Längen und klischeehaft karikierte Nebenrollen beeinträchtigen etwas die Wirkung des in Details eindrucksvollen Films. Hervorragend Walo Lüönd in der Titelrolle, der die Tragik des sprechbehinderten Aussenseiters eindringlich sichtbar macht.»